# Mallawi
Den här artikeln handlar om den egyptiska staden Mallawi. För landet, se Malawi.
Mallawi (arabiska ملوى, Mallawī) är den näst största staden i guvernementet al-Minya i Egypten. Folkmängden uppgår till cirka 180 000 invånare.